# 針谷力
針谷 力（はりや ちから、1961年（昭和36年）5月28日 - ）は、日本の政治家。茨城県古河市長（3期）。

## 来歴
古河市立古河第一中学校、茨城県立古河第三高等学校、獨協大学法学部卒業。俳優の渡辺徹は幼稚園、中学校、高校の同級生で幼馴染み同士だった。
1995年（平成7年）、旧古河市の市議会議員選挙に初当選。3選したあとの2005年（平成17年）9月12日、旧古河市は総和町、三和町と新設合併を行い、新制の古河市が誕生する。
2007年（平成19年）4月22日に行われた新古河市の市議選で当選。その後、第4代古河市議会議長に就任する。2011年（平成23年）と2015年（平成27年）の市議選はそれぞれトップ当選を果たした。また東京海上日動火災保険代理店アライヴ代表取締役を務めている。
2016年（平成28年）11月27日に行われた古河市長選挙に出馬。自由民主党の国会議員、県議、前市長の白戸仲久などとの人脈を有利に活かし、現職の菅谷憲一郎を破った。12月16日、市長就任。選挙の結果は以下のとおり。
※当日有権者数：119,027人 最終投票率：47.42%（前回比：-17.29pts）
| 候補者名   | 年齢 | 所属党派 | 新旧別 | 得票数   | 得票率 | 推薦・支持 |
| ---------- | ---- | -------- | ------ | -------- | ------ | ---------- |
| 針谷力     | 55   | 無所属   | 新     | 32,988票 | 59.14% |            |
| 菅谷憲一郎 | 64   | 無所属   | 現     | 22,796票 | 40.86% |            |

2017年（平成29年）の茨城県知事選挙では小田木真代高萩市長らと共に自民党推薦の新人大井川和彦の当選に貢献した。
2020年（令和2年）11月29日に行われた市長選挙で菅谷を破り再選。
※当日有権者数：117,624人 最終投票率：45.99%（前回比：-1.43pts）
| 候補者名   | 年齢 | 所属党派 | 新旧別 | 得票数   | 得票率 | 推薦・支持 |
| ---------- | ---- | -------- | ------ | -------- | ------ | ---------- |
| 針谷力     | 59   | 無所属   | 現     | 33,697票 | 62.99% |            |
| 菅谷憲一郎 | 68   | 無所属   | 元     | 19,798票 | 37.01% |            |

2024年（令和6年）11月24日に行われた市長選挙で元県議の森田悦男、菅谷を破り3選。当日有権者数：115,574人 最終投票率：45.1%（前回比：-0.89pts）
開票結果は、当選 針谷力（63歳）無所属 （公明党推薦）現 23,686票（45.88%）、森田悦男（74歳）無所属 新 18,568票（35.97%）、菅谷憲一郎（72歳）無所属 元 9,371票（18.15%）だった。